# Genshiken
 (juillet 2017).
Si vous disposez d'ouvrages ou d'articles de référence ou si vous connaissez des sites web de qualité traitant du thème abordé ici, merci de compléter l'article en donnant les références utiles à sa vérifiabilité et en les liant à la section « Notes et références ».
Autre
Genshiken (げんしけん) est un manga de Shimoku Kio. Il est prépublié entre juin 2002 et juin 2006 dans le magazine Monthly Afternoon et est compilé en un total de neuf tomes par l'éditeur Kōdansha. La version française a été publiée en intégralité par Kurokawa. Une suite, Genshiken Nidaime (げんしけん二代目), est prépubliée depuis décembre 2009 dans le même magazine.
L'histoire relate les activités d'un groupe d'étudiants membres du club d'étude de la culture visuelle moderne (現代視覚文化研究会, Gendai Shikaku Bunka Kenkyūkai, Genshiken). Il s'agit en fait d'un club d'otaku purs et durs, fans de mangas, anime, jeux vidéo, et toutes les autres activités auxquelles peuvent s'adonner les otaku. Les personnages s'intéressent en particulier à un anime fictif, nommé Kujibiki Unbalance.
Une adaptation en série télévisée d'animation produite par le studio Palm Studio est diffusée entre octobre et décembre 2004. Une série de trois OVA par Ajiadō est diffusée entre décembre 2006 et avril 2007, suivie par une seconde saison télévisée par Arms entre octobre et décembre 2007. La série Genshiken Nidaime est également adaptée en anime entre juillet et septembre 2013.

## Synopsis
Genshiken ne possède pas d'intrigue à proprement parler. L'accent est porté sur des sujets n'ayant pas d'importance, ou bien alors bien peu, pour quelqu'un de "normal", c'est-à-dire un "non-otaku", mais foncièrement importants pour les otakus. La série propose l'évolution de deux personnages: Sasahara Kanji, un membre en puissance de Genshiken, n'étant pas encore un otaku à part entière, et Kasukabe Saki, une non-otaku essayant désespérément de faire sortir son petit-ami du club.
Chaque épisode présente généralement une facette des activités du Genshiken. Par exemple, nous trouverons des épisodes où les membres du Genshiken vont au Comic Festival (allusion/inspiré par le Comic Market), à Akihabara, dans la chambre de Kosaka, ou à un cosplay. Les épisodes qui ne présentent pas les activités de Genshiken, concernent pratiquement toujours Kasukabe Saki, essayant de comprendre le monde otaku, pour finalement le rejeter. Genshiken traite tous ces aspects des otakus sur un ton mordant et humoristique, et on ressent toujours un mélange de critique et d'admiration.
Il existe néanmoins un fil conducteur dans toute la série, impliquant Kasukabe Saki, qui n'est pas une otaku mais assiste régulièrement aux activités du club. D'une certaine manière, nous pouvons dire que c'est elle le personnage principal de Genshiken.

## Personnages
Saki Kasukabe
Voix japonaise : Satsuki Yukino, voix française : Geneviève Doang
La série semble conter l'histoire de ce personnage... arrivé "au pays des otakus". De ce fait, elle est le personnage central de la série, surtout de la première saison. Elle est la petite amie de Kōsaka. Intéressée essentiellement par la mode, et quelquefois par les potins, elle n'est pas une otaku, et gare à la personne qui ose lui dire qu'elle en est une ! D'ailleurs, elle n'aime généralement pas être impliquée dans les activités des otakus, mais comme Kōsaka fréquente le club, elle est souvent amenée à traîner dans les parages pour passer désespérément du temps avec son copain. À la suite d'un chantage, le premier président du Genshiken l'a forcée à se joindre officiellement au club. Etrangement, bien que le club la rebute, elle sauve celui-ci une première fois de la fermeture. Cependant, elle ne pourra rien faire la fois suivante, son comportement étant lui-même à l'origine de la suspension, puisqu'elle met accidentellement le feu au local à poubelles. Devant la détresse des membres du Genshiken d'être amputés de leur local, son personnage va évoluer. À la fin du douzième épisode de l'anime, correspondant à peu près au quatrième volume du manga, il devient évident que, bien qu'elle ne soit pas plus otaku qu'elle ne l'était au début, elle commence à comprendre les membres du Genshiken et s'entend bien avec tout le monde au club. Saki a beau être cassante et agressive, voire violente au premier abord - elle a déjà frappé tous les membres masculins de son club excepté le premier président et Kōsaka - c'est une fille plutôt conciliante, qui écoute le point de vue des autres. Très communicative, elle a la particularité de savoir décontracter les gens, de les convaincre quelquefois et a souvent de bonnes idées. Il se trouve qu'elle tire assez fréquemment ses confrères otakus du pétrin. D'ailleurs, les membres du club semblent mettre un point d'honneur à connaître ses positions, voire recevoir son aval par rapport à telle ou telle situation. Son nom revient souvent dans les discussions entre otakus du club. Par bien des aspects, elle est le personnage principal de l'anime et des premiers volumes du manga. Même Madarame avoue qu'elle est "la star" du Genshiken.
Membre important du club quoique officiellement "non-actif", elle va, malgré tout, expérimenter l'univers des otakus. Bien qu'elle y était violemment opposée au début de la série, Saki a finalement été poussée par Ōno à cosplayer, puisque cette dernière tombe malade par la faute de Saki. Saki va alors cosplayer Ritsuko Kubel Kettenkrad de Kujibiki Unbalance, même si elle ne connait rien du tout du personnage. L'incident qui s'est produit au cours de cette manifestation lui a permis d'ailleurs involontairement de remporter la compétition et en a fait une cosplayeuse appréciée des otakus, à son plus grand dam. Saki rêve de créer une boutique de prêt-à-porter et elle a étudié l'anglais à l'université pour avoir un bagage minimum auprès d'éventuels clients étrangers.
Harunobu Madarame
Voix japonaise : Nobuyuki Hiyama, voix française : Bruno Méyère
Très filiforme, affublé d'une paire de lunettes gigantesque et d'une dent proéminente qui lui donne de faux airs de vampire, Madarame semble ne pas avoir été très gâté par la nature. Fan de Gundam, c'est un otaku jusqu'au bout des ongles, et il sera le deuxième président du Genshiken. Il fait preuve de beaucoup de leadership et d'initiatives, même avant d'être officiellement nommé président, et il semble être à l'origine des quelques sorties ou évènements auxquels se rendent les membres du Genshiken. Célèbre pour son discours passionné et ses poses théâtrales, il est l'emblème des otakus allant jusqu'à négliger leur alimentation pour pouvoir acheter les fanzines et les jeux qu'ils affectionnent. Il a une très grande envergure dans la série puisqu'il ne laisse personne indifférent, ni dans son club, ni dans les autres clubs de mangas. D'ailleurs, il a une amitié très sincère avec Takayanagi du Club Manga. Le seul personnage féminin du monde réel qui va bouleverser ses habitudes quotidiennes et réussir à le mettre dans tous ses états est Saki Kasukabe. Mais, au fur et à mesure, il va développer une attirance certaine pour Saki, qui va alors se renforcer à partir du moment où elle cosplayera Ritsuko Kubel Kettenkrad de Kujibiki Unbalance. Une attirance qu'il va préférer taire pour ne pas gâcher son amitié avec elle. Il sera l' "objet" de convoitise d'Angela Burton, une amie américaine de Ōno, mais sera très intimidé lors de leur première rencontre. Dans la deuxième partie du manga, il va rechercher du travail et il finira par s'en trouver un, réalisant alors des travaux d'informatique, chez un plombier... pas trop éloigné du Genshiken, dont il continue à suivre l'évolution, d'un œil très intéressé.
Kanji Sasahara
Voix japonaise : Takanori Oyama, voix française : Thomas Guitard
Il est le personnage principal officiel, car la série s'articule autour de son histoire, mais son caractère assez effacé se heurte constamment au charisme de Saki. Reniant au début sa nature d'otaku, Sasahara finit par s'accepter et trouve sa place parmi les membres du Genshiken. Discret, poli et correct avec tout le monde, il est décrit à deux occasions distinctes, d'abord par Saki, puis par Madarame, comme étant le plus normal des membres du club. Dans la première partie, il est l'otaku en plein apprentissage. Au début de la série, il est un peu l'opposé de Saki: il découvre d'un œil emmerveillé tout ce qui se fait dans le monde des otakus et met de la bonne volonté, tandis que Saki est assez horrifiée par ce qui se fait, et rejette tout en bloc. Assez polyvalent dans un sens, il dispose de grandes connaissances sur tous les sujets, même lorsqu'il n'y a pas encore été directement confronté. Il est le type même d'otaku qui achète un produit sans avoir nécessairement le support pour l'exploiter. Il aime les jeux PC hentai, dits eroge, mais il n'a pas d'ordinateur au début et va souvent y jouer chez Kōsaka (quand Saki n'est pas là, bien entendu !). En faire l'acquisition d'un relevera de son "parcours initiatique". À la fin de la première partie de l'anime, et du quatrième volume du manga, Madarame-kun démissionne de sa fonction de président et nomme Sasahara son successeur. Sa première décision est d'augmenter les activités du club, en produisant des dōjinshi pour le prochain Comifest. Car derrière son manque d'aplomb évident, Sasahara dispose d'une grande volonté, mais qui ne fonctionne que lorsqu'elle est continuellement alimentée. Cependant, quand il se décide à passer à l'action et parvient à rester dans sa détermination, il est capable de beaucoup. Sa nomination à la tête du Genshiken marque un tournant en soi, car le club ne se contente plus d'assister aux conventions et autres manifestations en tant que spectateur; il y participe désormais, ce dont est très fier Madarame. La deuxième partie de la série est beaucoup plus centrée sur lui, insiste sur son attirance pour Ogiue, aussi réticente que lui à ses débuts sur le fait de reconnaître sa nature d'otaku, et souligne les nombreuses difficultés qu'ils rencontrent avant de pouvoir sortir ensemble. Il travaille désormais dans une maison d'édition.
Kanako Ōno
Voix japonaise : Ayako Kawasumi, voix française : Jessica Barrier
Elle sera la quatrième présidente du Genshiken. Au cours de la première saison, Ōno revient de Boston où elle y a passé de longues années et c'est donc tout naturellement qu'elle parle couramment l'anglais. Elle cherche un club mais sait qu'elle a des passions hors du commun. À peine arrivée au Genshiken, alors qu'elle n'est là que pour observer, sa nature d'otaku va brutalement être révélée le jour même par Saki qu'elle va manquer d'étrangler pour la peine. Depuis cette aventure, Saki est devenue son amie et sa confidente. Elle fétichise les hommes d'anime et de manga chauves, d'âge mûr, à la musculature saillante, et comme un certain nombre de femmes otakus, elle est une grande amatrice de yaoi. Elle a de très longs cheveux noirs qui ont fait des envieuses auprès de ses amies américaines, mais c'est une fille embarrassée par sa très large poitrine, qui fait fantasmer plus d'un garçon. Elle n'est pas très sûre d'elle, de prime abord, mais elle rayonne dès lors qu'elle se livre à sa passion: le cosplay. Beaucoup de fans viennent la voir quand elle cosplaye. Elle aimerait bien que Saki fasse du cosplay avec elle. Malgré les refus de celle-ci, Ōno revient (comme Tanaka d'ailleurs) souvent à la charge. Les costumes que lui conçoit Tanaka vont la rapprocher énormément de lui et ils finiront par sortir ensemble. Elle prend alors un peu plus d'assurance dans la deuxième saison. Alors que son voyage aux États-Unis aurait dû être un avantage certain, il va la desservir pour ce qui est de son cursus, et c'est cruellement qu'elle doit se résoudre à rester une année de plus à l'université, alors qu'elle sait que les autres partiront. Lorsque Sasahara quittera son investiture en tant que président du Genshiken pour chercher du travail, il lui confiera la présidence, chose qui embarrassera assez Ōno. Mais quand elle aura carte blanche pour orienter le club vers ce qui lui plaît, elle acceptera sans hésiter, sachant alors quoi en faire. Bien qu'elle ne soit pas du genre provocatrice, elle aime bien taquiner Ogiue, afin que celle-ci reconnaisse enfin qu'elle est une otaku à part entière. Elle ne remarque pas tout de suite la relation naissante entre Ogiue et Sasahara, mais elle se rend vite compte à quel point celle-ci est mise à mal, ce qui ne l'empêche pas d'encourager les deux protagonistes à aller l'un vers l'autre. Deux de ses amies américaines, Sue et Angela, viennent la voir pendant la manifestation du dernier Comifest présenté dans l'anime.
Chika Ogiue
Étudiante en première année, Ogiue vient d’arriver à Tokyo. Assez petit, elle se distingue particulièrement par sa coiffure très atypique. Elle a aussi une très mauvaise vue qu'elle corrige par des lentilles de contact. Sa première apparition remonte à la fin de la première partie de la série, où elle apparaît en dernier plan dans le générique de fin. D’abord membre du Club Manga, elle y provoque une prise de bec assez extraordinaire, qui va l’opposer aux autres membres féminins du club particulièrement Yabusaki. Ce n’est que quelques jours après que Takayanagi vient demander au Genshiken de bien vouloir la recruter. Elle s’illustre, lorsqu’elle se présente, en claironnant : « Je m’appelle Ogiue et je hais les otakus ! ». Allant plus loin, elle va détailler son aversion pour les femmes otakus et le yaoi, ce qui lui vaudra d’avoir une relation assez tendue au départ avec Ōno.
Ogiue, comme un Sasahara à ses débuts, renie sa nature d’otaku alors qu’elle en est prédisposée, mais se révèle être d’un caractère beaucoup plus tranché.
Elle présente souvent les traits d’une japonaise contrariée, mais dispose de tout un panel d’émotions riches et variés.
Percée à jour plus d'une fois, elle préfère nier l'évidence. Et lorsqu'elle est à court d'argument, elle a tendance à vouloir sauter par la fenêtre. Par ailleurs, elle parle en utilisant assez souvent un accent que l'on entend au nord-est du Japon, appelé tohoku, surtout lorsqu'elle est très gênée. Elle fait tout pour ne pas être perçue comme une otaku fan de yaoi mais ses nombreuses rêveries sur le sujet tendent à prouver le contraire. Et l'image sèche qu’elle veut donner aux autres ne percute pas vraiment. Son cosplay de Renko Kamishakuji de Kujibiki Unbalance, sous la houlette de Saki, suscite l’intérêt de tous. D'autre part, elle va découvrir que sa petite personne alimente les discussions les plus folles auprès de la gent masculine du club. À noter que lorsqu’elle cosplayera de nouveau, Aerial-Tan de Elemental Battler cette fois, elle va, sans le savoir, bouleverser à tout jamais le cœur de Sasahara. Artiste confirmée, elle a un trait élégant quand elle dessine, et supplée efficacement Kugayama lors de l’élaboration du premier dōjinshi du club. Comme tout artiste, elle a également une très grande imagination. Imagination qui se focalise encore et toujours sur le yaoi, malgré tout ce qu'elle en dit, mettant souvent en scène Sasahara et Madarame dans des situations pour le moins explicites. Ogiue est une fujyoshi accomplie. Elle connaît un vaste rayon sur le yaoi et en dessinait au collège avec deux de ses anciennes "amies", Nakajima et Shigeta, qu'elle rencontrera à un Comifest. Mais elle a vraiment subi un grave traumatisme d'ordre sentimental durant cette période, qui a laissé des séquelles profondes allant jusqu'à ressentir une honte indicible et avoir une certaine répulsion envers sa propre personne. Et pour qu’elle se reconstruise entièrement, il faut toute la bonne volonté d’Ōno et l’empathie de Sasahara. Sasahara, pour lequel, elle va éprouver une tendresse pleine de non-dits, mais qui n’échappera pas aux autres membres du club. Premier pas vers son identité : elle va reconnaître qu’elle veut dessiner un dōjinshi (pour couvrir toutefois sa passion du yaoi). À la fin de l'anime, elle réalise à elle seule, ce fameux dojinshi, qu’elle soumettra au Comifest. Deuxième pas : trouver la force de soumettre certaines de ses œuvres à Sasahara, mais qui postule à grand peine pour des maisons d’éditions. C’est Ogiue qui va vraiment trouver les mots pour redynamiser un Sasahara à la dérive. Après avoir remarqué qu’elle a été la première contactée lors de la bonne nouvelle, elle semble alors comprendre que Sasahara a des sentiments à son égard mais l'agencement de ce couple ne se fera pas sans périples. Elle va devenir à la fin de la série le cinquième président du Genshiken et est en passe de devenir mangaka professionnelle. Elle est en contact avec le magazine Monthly Afternoon.
Mitsunori Kugayama
Voix japonaise : Kenji Nomura, voix française : Alexandre Coadour
D'une timidité presque maladive et handicapé par son embonpoint, Kugayama s'est résigné à n'avoir qu'une vie sociale restreinte. Pire, sa timidité le fait presque bégayer quand il vient à s'exprimer, ce qui lui donne encore moins confiance en lui. Il déteste, d'ailleurs, quand les vendeurs lui font répéter. Alors Madarame l'exhorte fréquemment à s'affirmer et à parler plus fort. Malgré tout, Kugayama possède des qualités dont une qui est indéniable: il dessine bien et est le seul, avant l'arrivée d'Ogiue, à savoir dessiner. Cependant, il lui manque la motivation pour réaliser un dōjinshi. Alors, il garde secrètement ses carnets de croquis chez lui et n'aime pas trop les montrer, sachant qu'en le faisant, il se mettrait à nu. Confident de Tanaka, il est le premier à savoir qu'il sort avec Ōno et ira même à le conseiller pour que ça marche. C'est encore lui qui conseille à Saki de considérer les mangas érotiques de Kōsaka comme de simples revues érotiques traditionnelles. La nomination de Sasahara à la présidence du Genshiken va le mettre sur le devant de la scène puisque le président veut produire le premier dōjinshi du club, et qu'il est vraisemblablement le seul à avoir l'expérience pour en faire un, ce qui ne lui plaît pas assurément. Petit souci qui aboutira à une explication entre les deux protagonistes mais qui trouvera un dénouement positif. Kugayama pourrait vivre de son talent mais est trop intimidé par tout ce que cela implique... il se trouvera alors un travail, dans une entreprise pharmaceutique. Malgré tout, il avouera dessiner encore, enthousiasmé par l'élaboration du premier dōjinshi. Il décide de rester en contact avec ses amis du club et on le revoit occasionnellement dans le manga. Saki le surnomme Kugapi.
Sōichirō Tanaka
Voix japonaise : Tomokazu Seki, voix française : Damien Da Silva
Chassé de l'Anime Club qui ne pouvait apporter de subventions à ses nombreux projets, Tanaka a été recueilli au Genshiken. Et c'est lui qui était principalement chargé de la gestion du club avant que Madarame ne devienne président. C'est un grand fan de la fabrication de costumes, de maquettes et autres plamo. D'ailleurs, c'est un habitué des conventions consacrées aux figurines. Il connaît aussi toutes les ficelles pour fabriquer un costume "mettable" inspiré d'un anime ou d'un manga, où les designs sont parfois éloignés de la réalité. Une fois lancé sur les sujets qui lui tiennent à cœur, Tanaka peut se montrer très susceptible. Il peut difficilement supporter la légèreté et l'irrespect d'un non-connaisseur mais c'est quelqu'un d'habituellement très calme. L'arrivée d'Ōno dans le club va le transporter de joie puisqu'elle aime cosplayer, passion qu'il ne pouvait mettre à profit au sein du Genshiken. Il finira par sortir avec Ōno, qui l'admire et porte ses costumes, mais l'épanouissement de ce couple ne se fera pas sans mal. Tanaka se considère comme quelconque en dehors de ces passions, ne se trouve pas vraiment de qualités et il faudra toute la détermination d'Ōno pour que ce couple soit heureux. Il a également fabriqué le costume que porte Saki lorsqu'elle se retrouve forcée de cosplayer. Tanaka a le don de déterminer les mensurations de quelqu'un d'un seul coup d'œil; Saki n'y échappera donc pas puisqu'il l'a vu en maillot de bain (une seule fois mais ça a été suffisant). Plus tard, il va également faire des costumes pour Ogiue, à l'occasion. Il en fera également pour Angela Burton, l'amie de Ōno. Il en fera même un pour Kōsaka lors d'un Comifest : celui de Izumi Tachibana de Kujibiki Unbalance pour la version manga, préféré à celui de l'héroïne de la même série, Tokino Akiyama, pour la version anime.
Makoto Kōsaka
Voix japonaise : Mitsuki Saiga, voix française : Rémi Caillebot
Sans qu'on s'en rende forcément compte, il est à l’origine du manga, Saki venant régulièrement le chercher au local. Véritable ovni, c’est un étudiant qui présente bien et il plaît, par son aspect attrayant à la gent féminine, alors qu’il s’agit d’un otaku pur et dur. À l’opposé de Sasahara, il assume dès le départ ce statut d’otaku. Et dès son arrivée à l’université, il recherche, avec une grande détermination, un club où il pourrait assouvir sa passion. On ne sait pas trop comment il a atterri au Genshiken, compte tenu, au début, de leur manque flagrant d’activités. Son adhésion au Genshiken énerve assez les autres clubs, car Kōsaka est un monument en ce qui concerne les jeux-vidéo, notamment ceux de beat them up (baston) et les autres clubs de mangas le sollicitent constamment : Kōsaka est singulièrement imbattable. Mais son cœur est au Genshiken dont il vante le cadre paisible et agréable. Et, étrangement, il y est recruté alors qu’il n’est pas tombé dans le piège tendu à ceux qui veulent s’inscrire, contrairement à Kugayama et Sasahara, entre autres. Il est un grand connaisseur du monde otaku, mais se distingue pour être un grand amateur de eroge (ero-games: jeux érotiques) et en possède une bonne flopée chez lui au grand déplaisir de Saki, qui craint, non sans raison, de se faire évincer, finalement, par des images en 2D. Mais Kōsaka ne voit rien ou semble ne pas saisir l’importance de ce qui se trame autour de lui. Il donne l’impression d’être d’une grande naïveté, alors que dans le même temps, il peut sortir tout naturellement, et ou, avec grande conviction des énormités particulièrement gênantes. Son caractère difficile à cerner fait de son personnage l’un des plus indéfinissables qui soient, d'autant plus qu'il donne l'air de quelqu'un de coulant. Mais derrière le grand sourire qu’il affiche en permanence, il peut exprimer pas mal de sentiments très variés. Il peut même menacer tout en souriant. Son attitude enjouée, sa candeur et surtout le fait qu’il ait une copine ont alimenté assez souvent à la dérobée, lors de la première partie de la série, une chronique auprès des autres membres du club : "Kōsaka, est-il vraiment un otaku ?". Kōsaka et Saki se connaissent depuis tout-petits. Ils habitaient le même quartier et étaient apparemment voisins. Dans un des yonkoma du manga, Saki raconte qu’il était bon en sports, étant capable par exemple de faire des tours complets à la barre fixe. Ce qui pourrait peut-être expliquer sa dextérité aux jeux vidéo ou par extension son intervention à la plage. Enfants, il semblerait que Saki essayait d’attirer son regard en le provoquant sans cesse. Maintenant qu’ils sortent ensemble, la situation n’a évolué que de peu, Saki recherchant encore et toujours l’attention de l'éphèbe. Sa relation avec Saki est l’une des problématiques centrales de la série (relation entre otaku et non-otaku), d'autant plus qu’on le voit rarement s’investir dans son couple ou faire des concessions alors qu’elle, continue à s’accrocher, en dépit de tout, même après son embauche en tant que programmeur dans une boîte de jeux érotiques.
Manabu Kuchiki
Voix japonaise : Akira Ishida, voix française : Mathieu Doang
C’est un otaku exalté, exubérant dans ses propos, et surtout très démonstratif. Son discours dynamique, où il mêle aussi bien ses connaissances d’otaku ainsi que, de temps à autre, des citations en anglais (qu’il sait mauvais), appuyé par une foison de mimiques, en fait un personnage déroutant. Sa première apparition remonte à la première saison où, semble-t-il, après le cosplay d’Ōno pour les portes ouvertes, il désire se joindre avec Sawazaki au Genshiken alors sous la présidence de Madarame. Malheureusement, Saki, qui voit d’un mauvais œil l’arrivée de nouveaux membres, fera tout pour les en dissuader.
Après une année de traversée du désert à l’Anime Club, il tente de nouveau une inscription au Genshiken qui s’avérera cette fois possible, Saki ne s’y opposant vraisemblablement plus. La raison de cette deuxième tentative est à l’image du personnage : personne à l’Anime Club ne l’appelait "Kutchy" (surnom qu’il affectionne) alors que Saki Kasukabe le fait de bonne grâce en le revoyant au local du Genshiken.
Son personnage n’apparaît pas aussi déluré, à ses débuts, du moins dans le manga.
Il semblerait qu’il franchit le cap après avoir été justement reconnu par Saki et après que sa demande d’inscription eut été prise en compte.
Son caractère impétueux, malgré tout, le met constamment sur la sellette. Il se met rapidement à dos les filles du club ; légitimement Ogiue puisqu’il l’a "agressée", prise en photo et même filmée à son insu - d'autant qu'il assume pleinement son penchant pour le voyeurisme - mais également Ōno-san, étant donné qu’il effraie les éventuels nouveaux adhérents.
Incompris, Kuchiki, retrouvera un peu de réconfort auprès de… Saki. Il repart avec l’intention de prouver sa valeur, malgré les réticences, et ne tardera pas à s’illustrer à sa manière lors d’un affrontement avec un étudiant chapardeur.
Bien que Kuchiki peut en effarer plus d’un, Sasahara met un point d’honneur à ce qu’on l’accepte tel qu’il est, aussi difficile que cela puisse être, sa douce folie pouvant entrer en compte dans la nature de n'importe quel otaku, d'autant que c'est quelqu'un qui aime plutôt aider les autres.

### Autres étudiants
Le premier président du Genshiken
C'est lui qui a fondé le Genshiken. Mystérieux, concis, et très calme, il semble prendre un malin plaisir à se déplacer furtivement, à s'inviter à l'improviste dans les discussions des membres de son club (ce qui fait sursauter assez fréquemment Saki et même Ōno dans une moindre mesure) et à se volatiliser aussi sec. L'expression de son visage donne l'impression qu'il est inoffensif au premier abord, mais il est tout simplement placide. Il possède une connaissance étendue de l'université, des étudiants et de leurs comportements. L'étendue de ses connaissances sur le sujet est particulièrement suspecte mais il a toujours nié avoir posé des caméras cachées. Il a été le président du Genshiken depuis tellement longtemps qu'il ne se souvient même plus à quand cela remonte; des éléments indiqueraient que cela remonterait au moins jusqu'en 1987. Il quitte sa position de président pour rédiger son manuscrit de thèse essentiellement orientée sur le comportement des individus et propose à Madarame de lui succéder avant de disparaître officiellement. Il refait surface néanmoins pour essayer de tranquilliser Saki qui culpabilise après l'incident du feu. Dans l'anime, on le revoit encore à la fin de la première saison. Dans la deuxième partie, il n'est visiblement plus là, toutefois, comme il l'a souvent fait comprendre auparavant, il n'est jamais bien loin.
Takayanagi
Voix japonaise : Eiji Yanagisawa
Madarame le surnomme Yana et c'est un très bon ami à lui. Membre du Club Manga, il entretient cependant des relations très courtoises avec le Genshiken. Ils se rendent de temps en temps des petits services et s'échangent les annonces de manifestations. Il connaît tous les membres du Genshiken jusqu'à Saki et son tempérament. Comme la plupart des membres des clubs de mangas, il se montre d'ailleurs très intéressé à l'idée de voir cosplayer cette même Saki Kasukabe. Au début de la présidence de Sasahara et devant sa détermination à participer au Comifest, il fournit un formulaire d'inscription au Genshiken. À l'occasion de ce même Comifest, il vient saluer Sasahara et Kōsaka qui exposent au stand du Genshiken, leur offre le dōjinshi que propose le Club Manga et les prévient de la présence de Haraguchi dans les parages. C'est lui qui a également présenté Ogiue aux membres du Genshiken. Il a bien été obligé, par ailleurs, de reconnaître à cette occasion que les filles de son club détestent les filles du Genshiken pour diverses raisons. Il reçoit son diplôme en même temps que Madarame, Tanaka et Kugayama.
Haraguchi
Voix japonaise : Kōji Ishii, voix française : Gérard Surugue
Ceux qui font le malheur de croiser son chemin le surnomme "Haraguro". Lorsque la série débute, Haraguchi est en troisième année mais le manga va plus loin, en précisant qu’il a redoublé plusieurs fois. Et c’est peut-être son âge avancé par rapport aux autres qui lui donne l’impression qu’il peut tout se permettre et qu’il peut dire du mal de tout le monde, comme d’affirmer que le Genshiken est un "ramassis de déchets". C’est quelqu’un de prétentieux et de hautain, qui se croit supérieur aux autres, méprise leur travail, et se moque sans cesse : il se croit intouchable puisqu'il est en contact étroit avec des semi-professionnels. Le Genshiken est le premier club dans lequel il est censé s’être inscrit à son arrivée à l’université. Premier club, car on apprend par le biais de Madarame et de Takayanagi, que Haraguchi est à la fois dans tous les clubs de mangas... sans n’avoir jamais payé de cotisation où que ce soit. Lorsque le bureau des élèves menace le Genshiken de fermeture, Haraguchi vient se moquer, invite Ōno et Kōsaka au Club Manga et affirme, tout sourire, dans le même élan, qu’il n’y a pas de place pour les autres, ce qui va motiver Saki à sauver le club. Très imbu de sa personne, Haraguchi se targue d’être un conseiller et assimile les autres à de simples exécutants devant obéir à toutes ses volontés. Dès le début de la série, Sasahara comprend vite pourquoi il y a un malaise quand les autres membres du club évoquent Haraguchi. Quand il est dans les parages, ce n’est jamais une très bonne nouvelle. Et même la distance n’arrête ce bon vieux Haraguchi, qui même après son départ de l’université, dans la deuxième saison, revient chercher des poux aux membres du Genshiken, en les mettant dans une situation particulièrement embarrassante.
Yurie Kitagawa
Voix japonaise : Sanae Kobayashi, voix française : Anouck Hautbois
Kitagawa apparaît assez souvent lors de la première saison. Vice-présidente du bureau des élèves qui a, à sa charge, l’ensemble des activités des clubs, entre autres, ce brin de femme va vite prendre en grippe le Genshiken. Elle se fait remarquer lorsqu’elle justifie à Saki les raisons pour lesquelles le club doit fermer, en la traitant d’otaku au passage. Très nerveuse, le président du bureau des élèves passe assez souvent son temps à essayer de la calmer. Kitagawa souffre, dans son for intérieur, d’un mal qui l'attriste considérablement. Elle développe de l’eczéma aux pieds, ce qui la force à recourir à de la crème pour en dissimuler les effets. Pour sauver le club, mais également pour se venger de l'"insulte" qui lui a été faite, Saki décide d'utiliser ce moyen de chantage, sous les conseils avisés du président du Genshiken. Pour faire taire Saki, Kitagawa est contrainte de laisser le club en paix, mais au change, elle se trouve un petit ami en la personne du président du bureau des élèves, qui depuis longtemps semble-t-il, voulait lui demander de sortir avec lui. Néanmoins, Kitagawa revient plusieurs fois à la charge pour signifier à un Genshiken trop bruyant de cesser de perturber les autres clubs. Mais elle retrouve assez souvent sur son chemin Saki qui ne laisse pas faire. Lorsque Saki met accidentellement le feu, Kitagawa est la seule à agir promptement et donne les ordres qu’il faut pour que le feu ne se limite qu’au local à poubelles. Et quand Saki se retrouve forcée de cosplayer et met, de manière impromptue, un terme aux agissements d’un Camera Kozo, Kitagawa, qui surveille la manifestation, ne s'imagine pas tomber une seule seconde sur une Kasukabe costumée. Sa surprise est de taille, ce qui ne l’empêche pas de bien en rigoler par la suite. Cependant, le bureau des élèves, obligé de prendre des sanctions, interdit le club de manifestations pendant un temps. Mais on ne doute pas qu'elle ne puisse pas comprendre le désarroi de Saki: dans le manga, elle va jusqu'à lui dire de tenir le coup. À la fin de la première saison, on retrouve Kitagawa déclarant à Saki que le Genshiken semble lui convenir parfaitement. Puis au cours de la deuxième saison, on la revoit épanouie et toute souriante : elle reçoit son diplôme et apprend à une Saki estomaquée qu’elle va se marier avec le président du bureau des élèves.
Keiko Sasahara
Voix japonaise : Kaori Shimizu, voix française : Fanny Bloc
Keiko est la petite sœur de Kanji et son style de vie, dans la première partie de la série, s'apparente à celui d'une kogal, influencée de surcroît par ses copines de lycée. Elle craque visiblement pour Kōsaka, au grand déplaisir de Saki. Et pour la concurrencer, elle a même essayé de devenir une otaku, "squattant" chez son frère qu'elle affuble de sobriquets et "participant" au Comifest. Même si elle semble avoir abandonné la partie, elle devient une otaku à sa façon, puisqu'elle sera très intéressée par certains des dōjinshi que lui a fait lire Ōno et continuera à s'en procurer. Dans le manga, elle essaiera d'intégrer l'université de son frère en passant le concours d'entrée pour se rapprocher éventuellement du Genshiken, même si elle ne fait pas l'unanimité auprès des autres membres. Elle échouera néanmoins et se lancera ailleurs dans une formation d'expert-comptable tout en laissant planer la possibilité qu'elle puisse toutefois s'inscrire. Et elle est finalement la seule à adhérer au club après l'échec du recrutement sous la présidence d'Ōno dû en grande partie aux frasques de Kuchiki. Bien qu'elle ne sache pas grand-chose de ce qui se fait au club, elle se rend parfois au local et essaye de faire passer ses idées. Elle a un discours assez sec avec son frère, mais la relation qu'elle entretient avec lui est loin d'être aussi catastrophique qu'elle n'y paraît. Elle finira même par l'appeler "Kanji".
Yabusaki
Yabusaki est originaire d'Ōsaka. Elle est donc une provinciale comme Ogiue mais elle fait tout pour que son accent du kansai ne la trahisse pas et elle est très fière du résultat. Membre du Club Manga, elle est souvent accompagnée de Asada et de Katō, qui semblent être les seules à ne pas la flatter comme les autres filles qui la craignent, et ont plutôt tendance à la mettre face à ses contradictions. Elle a été directement impliquée dans la dispute qui a opposé Ogiue et les filles du Club Manga. C'est d'ailleurs pour cela qu'elle reconnaît Ogiue du premier coup d'œil lors d'un Comifest alors que cette dernière est censée être déguisée. Elle est très surprise d'y croiser Ogiue, d'autant plus que celle-ci achète des dōjinshi, finissant même par la devancer dans ses propres achats. Lorsque Ogiue présente son propre dōjinshi, Yabusaki, qui se passionne pour le dessin, se procure l'ouvrage par un tiers et on la voit plus tard, tout comme Ōno, absorbée dans sa lecture, visiblement béate. Malgré les griefs qu'elle a à l'encontre d'Ogiue, elle admire beaucoup son travail. Et bien qu'elle ait toutes les difficultés à l'avouer, elle aimerait en faire son amie et travailler en collaboration sur une œuvre avec elle.
Asada
Elle est une amie de Yabusaki et est également du Club Manga. Elle ressemble à s’y méprendre à une collégienne voire une écolière de par sa petite taille, mais elle s’exprime de plus d’une façon très enfantine. Alors que son vrai nom n’est pas révélé dans le manga, elle en reçoit un lors d’un générique de fin. Elle est aussi connue sous le nom de Nyaako.
Katō
Elle est elle aussi une amie de Yabusaki et est aussi au Club Manga. Katō est une fille surprenante qui a constamment les cheveux devant son visage. D’une certaine façon, elle montre de l’intérêt à devenir amie avec Ogiue, et s’attèle à cette tâche malgré les tensions évidentes entre ses comparses du club et Ogiue. Derrière son rideau de cheveux se cache un très joli visage mais rares sont les personnes qui le savent puisqu’elle cache sciemment ses atouts.
Sawazaki
Voix japonaise : Kentarō Itō, voix française : Benoît DuPac
Il a voulu, tout comme Kuchiki pendant un temps, s'inscrire au Genshiken. Il n’accorde cependant que peu d’importance à l’univers des animes et des mangas qu'il considère comme une sous-culture. Ce qu'il aime surtout, c'est suivre les tendances. Sa candidature au Genshiken sous la présidence de Madarame est essentiellement motivée par la présence des membres féminins du club. Il se révèle, par ailleurs, assez vantard et a tendance à sous-estimer les autres. Persuadé par ailleurs que les gamers "d'une université paumée dans les montagnes" sont moins bons que les autres, il tente de se mesurer à Kōsaka et se fait battre à plate couture. Mis en déroute donc par le stratagème de Saki, on ne le revoit plus.

### Les amies d’Ōno
Suzanna Hopkins
Elle est plus communément appelée Sue ou Suzie. Suzanna est une jeune fille de courte taille et qui est particulièrement fascinée par les dōjinshi yaoi. Elle a le regard assez impassible et se montre souvent asociale. Elle partage ainsi quelques similitudes avec Ogiue ce qui va la rapprocher entre autres de cette dernière. Elle sait parler le japonais, le comprend et sait aussi le lire mais les rares fois où elle s’exprime, elle préfère le faire vertement en utilisant essentiellement des citations extraites de mangas ou d’animes, ce qui fait sursauter ceux qui se trouvent aux alentours et donc très souvent les membres du Genshiken. Son bagage particulièrement conséquent en la matière fait d’elle une otaku de premier ordre. Elle semble également être obsédée par la culture japonaise mais c’est quelqu’un déjà d'un naturel très entêté. Lorsqu’elle décide quelque chose, rien ni personne ne semble pouvoir l’arrêter. Son âge suscite de nombreuses interrogations. Il n’est jamais révélé et ceux qui sont au courant n’en disent pas un mot. Suzanna aimerait plus tard étudier au Japon.
Angela Burton
Angela est une autre amie américaine d’Ōno. Elle est l’opposée de Sue du fait qu’elle est grande, mûre et très amicale. Angela est une fille très athlétique et est capable de prendre la pose pour des photos de cosplay plus longtemps qu’une personne aussi expérimentée qu’Ōno. Angela apprécie aussi bien les dōjinshi destinés aux hommes que ceux destinés aux femmes. Elle est aussi une fétichiste des lunettes ce qui explique qu’elle soit attirée d’une certaine façon par un Madarame terrifié lors de leur première rencontre. Angela ne semble pas être capable de s’exprimer avec aisance en japonais. Malgré tout, dans l’anime, à sa façon de commenter ce qui se dit entre protagonistes nippons, il est sous-entendu qu’elle a une certaine base en japonais bien qu’elle ne le parle pas.

### Les camarades d’Ogiue au collège
Nakajima
Nakajima est l’une des amies d’Ogiue au collège. Il était presque convenu qu’elle se chargeait d’écrire les scripts des dōjinshi yaoi, tandis qu’Ogiue se devait de les mettre en dessins. Quand Nakajima comprit qu'Ogiue et Makita entretenaient une relation, elle en devint jalouse. Elle organisa alors cette machination dont les conséquences affectent encore jusqu’à maintenant Ogiue. Nakajima et Shigeta réapparaissent inopinément devant Ogiue lors d’un Comifest alors que cette dernière présente justement une de ses œuvres. Cette soudaine rencontre va perturber grandement Ogiue jusqu’à ce que l’arrivée d’une flegmatique Suzie ne vienne couper court à ces souvenirs bien douloureux.
Shigeta
Shigeta se distingue par ses joues qui rougissent plus que de nature dans le manga. Elle a été, tout comme Nakajima, une camarade de classe d’Ogiue au collège. Bien qu’elle ne semble pas être directement mise en cause dans l’incident qui a impliqué Ogiue et Makita, elle fréquente toujours Nakajima malgré tout ce qui s'est passé. Et sa seule présence suffit à déconcerter Ogiue lorsqu’elle surgit devant elle. Bien que son nom ne soit jamais prononcé, il apparaît lors du générique qui clôt l’épisode dans lequel elle apparaît.

## Manga

### Liste des volumes
| no | Japonais         | Japonais          | Français        | Français          |
| no | Date de sortie   | ISBN              | Date de sortie  | ISBN              |
| --- | ---------------- | ----------------- | --------------- | ----------------- |
| 1 | 18 décembre 2002 | 978-4-06-321144-3 | 10 mai 2007     | 978-2-35142-135-2 |
| Liste des chapitres : - 01/Genshiken - 02/Une décision lourde de conséquences - 03/La plus petite stratégie de tous les temps - 04/Une table ronde animée - 05/Comi Comi - 06/La chambre secrète                                                                      |                  |                   |                 |                   |
| 2 | 20 juin 2003     | 978-4-06-321151-1 | 12 juillet 2007 | 978-2-35142-136-9 |
| Liste des chapitres : - 07/Des fruits immatures gorgés de sang - 08/Le vent du nord - 09/Fly High ! - 10/Sado-maso - 11/Level Up ! - 12/S'il vous plaît, président !                                                                                                  |                  |                   |                 |                   |
| 3 | 22 décembre 2003 | 978-4-06-321155-9 | 11 octobre 2007 | 978-2-35142-137-6 |
| Liste des chapitres : - 13/Spring Smell - 14/Inner Space - 15/32 000 km avant le paradis - 16/Brothers and sisters - 17/Frôler la mort - 18/La 512e séance de "Cette semaine encore, Kujibiki Unbalance était génial ! FIRE !"                                        |                  |                   |                 |                   |
| 4 | 23 juin 2004     | 978-4-06-321162-7 | 10 janvier 2008 | 978-2-35142-138-3 |
| Liste des chapitres : - 19/Une vraie punition ! - 20/Le local itinérant - 21/Bonne année !! - 22/La (re)naissance du Genshiken - 23/Space Channel #2 - 24/New Unbalance                                                                                               |                  |                   |                 |                   |
| 5 | 22 novembre 2004 | 978-4-06-321164-1 | 10 avril 2008   | 978-2-35142-139-0 |
| Liste des chapitres : - 25/Dive ! Dive ! - 26/Les petites emplettes de Madarame - 27/Ne pas se surestimer - 28/La première séance de "Qu'est-ce que l'on va faire pour le Comifest ? On est totalement à la bourre !" - 29/Little Big Sight 1 - 30/Little Big Sight 2 |                  |                   |                 |                   |
| 6 | 23 juin 2005     | 978-4-06-321170-2 | 3 juillet 2008  | 978-2-35142-140-6 |
| Liste des chapitres : - 31/Piailleuse + 1 - 32/Leur monde à eux deux - 33/Transmutation !!! - 34/Paranoïa Express Driver ~Les rails sont toujours parallèles~ - 35/L'attaque des matelas volants ! - 36/Syndrome de fin d'année                                       |                  |                   |                 |                   |
| 7 | 22 décembre 2005 | 978-4-06-321174-0 | 9 octobre 2008  | 978-2-35142-196-3 |
| Liste des chapitres : - 37/Endless Waltz - 38/Club d'étude de la culture Cosplay - 39/One Two Finish - 40/Come here my dear - 41/Après la pluie le beau temps. Après l'attente la délivrance! - 42/Entretien d'embauche - 43/Fête de bienvenue                        |                  |                   |                 |                   |
| 8 | 23 août 2006     | 978-4-06-321179-5 | 12 février 2009 | 978-2-35142-197-0 |
| Liste des chapitres : - 44/Un grand bonheur - 45/Un rêve enivrant - 46/Le pont du retour - 47/Come here my dear - 48/Club d'études des rendez-vous galants - 49/Le maid café et une demande importante                                                                |                  |                   |                 |                   |
| 9 | 22 décembre 2006 | 978-4-06-321183-2 | 11 juin 2009    | 978-2-35142-354-7 |
| Liste des chapitres : - 50/Seule avec Suzie - 51/Une passion sans limites - 52/Rain or Shine - 53/Avouer ses sentiments - 54/On a tous un rêve - 55/Genshiken |                  |                   |                 |                   |
| 10 | 23 mai 2011      | 978-4-06-310752-4 |                 |                   |
| 11 | 22 décembre 2011 | 978-4-06-310793-7 |                 |                   |
| 12 | 22 juin 2012     | 978-4-06-387826-4 |                 |                   |
| 13 | 21 décembre 2012 | 978-4-06-387856-1 |                 |                   |
| 14 | 21 juin 2013     | 978-4-06-387895-0 |                 |                   |
| 15 | 20 décembre 2013 | 978-4-06-387945-2 |                 |                   |
| 16 | 23 juin 2014     | 978-4-06-387977-3 |                 |                   |
| 17 | 22 décembre 2014 | 978-4-06-388021-2 |                 |                   |

## Anime

### Fiche technique
- Directeur : Takashi Ikehata
- Design : Hirotaka Kinoshita
- Œuvre originale : Shimoku Kio
- Script : Michiko Yokote

### Saison 1
- Année de parution : 2004
- Nombre d'épisodes : 12 * 24 minutes
- Studios : Media Factory, Palm Studio

| No | Titre français                                      | Titre japonais                               | Titre japonais                                                 | Date de 1re diffusion |
| No | Titre français                                      | Kanji                                        | Rōmaji                                                         | Date de 1re diffusion |
| -- | --------------------------------------------------- | -------------------------------------------- | -------------------------------------------------------------- | --------------------- |
| 01 | Le club d'études de la culture visuelle moderne.    | 現代における視覚を中心とした文化の研究       | Gendai ni okeru Shikaku o Chūshin to shita Bunka no Kenkyū     | 10 octobre 2004       |
| 02 | Les jeunes, la consommation et le divertissement.   | 消費と遊興による現代青少年の比較分類         | Shōhi to Yūkyō ni yoru Gendai Seishōnen no Hikaku Bunrui       | 17 octobre 2004       |
| 03 | L'exposition, son succès et ses problèmes.          | 地域文化振興の問題点とその功績               | Chiiki Bunka Shinkō no Mondaiten to sono Kōseki                | 24 octobre 2004       |
| 04 | L'effet sublimatoire du déguisement.                | 扮装と仮装の異化による心理的障壁の昇華作用   | Funsō to Kasō no Ika ni yoru Shinri-teki Shōheki no Shōkasayō  | 31 octobre 2004       |
| 05 | Acceptation et refus de l'indépendance.             | 自律行動に見る排斥と受容の境界               | Jiritsu Kōdō ni Miru Haiseki to Juyō no Kyōkai                 | 7 novembre 2004       |
| 06 | Le rapport aux autres à travers la subculture.      | サブカルチャーをめぐる他者との関係論         | Sabukaruchā o Meguru Tasha to no Kankei-ron                    | 14 novembre 2004      |
| 07 | Réaction caractéristique dans les rapports humains. | 対人関係における行動選択の特徴               | Taijin Kankei ni okeru Kōdō Sentaku no Tokuchō                 | 21 novembre 2004      |
| 08 | Etude sur la fabrication des maquettes.             | 量産型製造過程における比較研究               | Ryōsan-gata Seizō Katei ni okeru Hikaku Kenkyū                 | 28 novembre 2004      |
| 09 | Comportement en huis clos.                          | 特殊閉鎖状況下における説明義務の有無について | Tokushu Heisa Jōkyō-ka ni okeru Setsumei Gimu no Umu ni tsuite | 5 décembre 2004       |
| 10 | Le fétichisme vu à travers l'économie de loisir.    | 経済効果から考える余暇消費のフェティシズム   | Keizai Kōka kara Kangaeru Yoka Shōhi no Fetishizumu            | 12 décembre 2004      |
| 11 | La préméditation dans les crimes urbains.           | 都市型犯罪における悪意の所在論               | Toshi-gata Hanzai ni okeru Akui no Shozai-ron                  | 19 décembre 2004      |
| 12 | Tâches pour la reconstruction d'un organisme.       | 組織の再構築時に発生する課題と対策           | Soshiki no Saikōchiku-doki ni Hassei suru Kadai to Taisaku     | 26 décembre 2004      |

### OAV
- Année de parution : 2006
- Nombre d'épisodes : 3 * 24 minutes

| No | Titre français                      | Titre japonais             | Titre japonais               | Date de 1re diffusion |
| No | Titre français                      | Kanji                      | Rōmaji                       | Date de 1re diffusion |
| --- | ----------------------------------- | -------------------------- | ---------------------------- | --------------------- |
| 13 | Je suis Ogiue et je hais les otakus | オタクが嫌いな荻上です     | Otaku ga Kirai na Ogiue desu | 22 décembre 2006      |
| Deux nouveaux membres rejoignent la société : le désagréable Manabu Kuchiki et la distante Chika Ogiue. Ohno élabore un plan pour amener Ogiue à révéler sa vraie personnalité.                                                                                                 |                                     |                            |                              |                       |
| 14 | Je viens de la planète Otaku        | 私はオタク星人             | Watashi wa Otaku-seijin      | 23 février 2007       |
| Sur les conseils de Kasukabe, Madarame part à la recherche d'une tenue moins "otaku". Plus tard, une conversation autour d'un sushi révèle qu'ils ne viennent peut-être pas de mondes complètement différents. Malheureusement, cela ne fait que l'embrouiller davantage.       |                                     |                            |                              |                       |
| 15 | Alors, je vais le faire pour toi !  | じゃあ、脱がしてあげるッ！ | Jaa, Nugashite ageru!        | 25 avril 2007         |
| Le festival de l'école approche et Ohno doit participer à une nouvelle séance photo de cosplay. Mais la tension monte lorsque Ogiue se moque de l'idée du cosplay et qu'Ohno découvre la cachette secrète de Tanaka contenant des costumes pour les autres filles de Genshiken. |                                     |                            |                              |                       |

### Saison 2
- Diffusion : automne 2007
- Nombre d'épisodes : 12 * 24 minutes

| No      | Titre français                               | Titre japonais       | Titre japonais             | Date de 1re diffusion |
| No      | Titre français                               | Kanji                | Rōmaji                     | Date de 1re diffusion |
| ------- | -------------------------------------------- | -------------------- | -------------------------- | --------------------- |
| 01 (16) | Les projets du nouveau président             | 新会長のココロザシ   | Shin-Kaichō no Kokorozashi | 10 octobre 2007       |
| 02 (17) | Rencontres désastreuses                      | 会議はモメル         | Kaigi wa Momeru            | 17 octobre 2007       |
| 03 (18) | Une chaude journée d'été                     | アツい夏の一日       | Atsui Natsu no Ichinichi   | 24 octobre 2007       |
| 04 (19) | Vous sortez ?                                | デキテンデスカ？     | Dekiten Desu ka?           | 31 octobre 2007       |
| 05 (20) | Madarame devient Uke                         | マダラメ総ウケ       | Madarame Sō-Uke            | 7 novembre 2007       |
| 06 (21) | Un problème de hobby                         | 趣味のモンダイ       | Shumi no Mondai            | 14 novembre 2007      |
| 07 (22) | Syndrome de réception d'un diplôme           | 卒業症候群           | Sotsugyō Shōkōgun          | 21 novembre 2007      |
| 08 (23) | Club de cosplay                              | こすけん             | Kosuken                    | 28 novembre 2007      |
| 09 (24) | Il pleut toujours quand on cherche un emploi | シューカツはいつも雨 | Shūkatsu wa Itsu mo Ame    | 5 décembre 2007       |
| 10 (25) | Otaku des U.S.A                              | オタク・フロムUSA    | Otaku Furomu USA           | 12 décembre 2007      |
| 11 (26) | Real Hardcore                                | リアル・ハードコア   | Riaru Hādokoa              | 19 décembre 2007      |
| 12 (27) | Les mensonges à venir                        | その先にあるもの…    | Sono Saki ni Aru Mono...   | 26 décembre 2007      |

### Documentation
- Paul Gravett (dir.), « Les années 2000 : Genshiken », dans Les 1001 BD qu'il faut avoir lues dans sa vie, Flammarion, 2012 (ISBN 2081277735), p. 776.